# گویش بهبهانی
گویش بهبهانی
، متعلق به شاخه جنوبی زبان‌های ایرانی غربی و گویش مردم بهبهانی در جنوب شرق استان خوزستان می‌باشد. از نظر شهرام گرامی از آنجا که گویش بهبهانی مانند دیگر زبانهای ایرانی جنوب غربی به لحاظ نظام مطابقه با فارسی تفاوت دارد به همین دلیل یک زبان مستقل است. محمد دبیرمقدم زبان‌شناس سرشناس ایرانی نیز بهبهانی را یک زبان محلی می‌شمارد. وی می‌گوید: «گویش بهبهانی در واقع یک زبان محلی محسوب می‌شود، چراکه اگر کسی تنها زبان فارسی را بلد باشد، نمی‌تواند قصه‌ای را که به زبان بهبهانی نقل می‌شود متوجه شود.»

## ویژگی‌های دستوری
ویژگی اصلی و متمایز کنندهٔ این زبان از سایر زبان‌ها و گویش‌های منطقه ویژگی اسپلیت ارگاتیو آن است که از پارسی میانه به آن رسیده‌است.
لازم یا متعدی بودن افعال در زمان‌های حال و گذشته دو الگوی متفاوت دستوری برای صرف افعال به لحاظ مطابقه به دست می‌دهد. الگوی اول (فاعلی-مفعولی) شامل افعال لازم (زمان حال و گذشته) و متعدی (زمان حال) می‌شود که از الگوی دستوری مشترکی پیروی می‌کنند. نظام مطابقه در این انگاره از نوع فاعلی -مفعولی است. به عبارتی فاعل از طریق شناسه‌های فعلی در ستاک فعل نمود می‌یابد، اما مفعول با شناسه فعلی مطابقه ندارد و فقط به صورت گروه اسمی یا مطابقه غیر فاعلی یعنی به صورت واژه بست مفعولی ظاهر می‌شود. الگوی دوم (غیرفاعلی-مفعولی) شامل افعال متعدی در ساخت گذشته می‌شود. بر خلاف الگوی اول در صرف این افعال از شناسه‌ها یا پسوندهای مطابقه مفعولی، واژه بست‌های غیرفاعلی استفاده می‌شود. به عبارتی واژه بست‌های غیر فاعلی که نقش فاعل منطفی را ایفا می‌کنند، وظیفه مطابقه را صورت می‌دهند. واژه بست به سازه اول جمله اضافه می‌شود. ازطرفی چنانچه مفعول به صورت اسم یا ضمیر جدا بازنمایی نشود، می‌تواند با استفاده از شناسه‌ها یا پسوندهای مطابقه مفعولی در ستاک گذشته فعل متعدی ظاهر شود. این حالت را کٌنایی-مطلق می‌خوانند. همچنین در الگوی دوم یا الگوی غیرفاعلی-مفعولی، فاعل و مفعول می‌توانند هر دو به صورت واژه بست ظاهر شوند. این حالت را مطابقه غیرفاعلی-غیرفاعلی(oblique-oblique) می‌نامند. به‌طور خلاصه می‌توان گفت که در الگوی دوم مطابقه سه نوع رده مطابقه مشاهده می‌شود: سه بخشی(tripartite)، کٌنایی-مطلق(ergative-absolutive) و غیرفاعلی-غیرفاعلی(oblique-oblique)
الف. الگوی اول- نظام فاعلی-مفعولی
مطابقه با فاعل از طریق شناسه‌های فعلی صورت می‌گیرد.
مثال:
1. me mi-y-am
```
 من می‌آیم
```

2. me doter-ay me-bin-am
```
 من دخترک را می‌بینم
```

3. me-ate gol mi-d-am
```
 من به تو گل می‌دهم
```

ب. الگوی دوم یا الگوی غیرفاعلی-مفعولی
-رده سه بخشی، فاعل فعل لازم به صورت شناسه یا پسوند مطابقه با فعل ظاهر می‌شود. فاعل فعل متعدی در زمان گذشته به صورت واژه بست و مفعول فعل متعدی به صورت ضمیر جدا یا اسم نمود می‌یابد.
مثال:
1. me mi-y-am
```
 من می‌آیم
```

2. U mar-day gha-za kha
```
 آن مرد غذا خورد
```

مثال سوم: (نظام ارگتیو-مطلق)
در نظام ارگتیو یا کٌنایی -مطلق، مفعول جمله به صورت شناسه در ستاک فعل و فاعل جمله به صورت واژه بست ظاهر می‌شود.
1. mem a-te got-te bi
```
من به تو گفته بودم
```

در تلفظ‌ها نیز تفاوت‌هایی وجود دارد. برخی از کلمات کوتاه و خلاصه بیان می‌شوند و برخی دیگر هنوز شکل پارسی میانه خود را دارند.

## نمونه واژگان
برخی از کلمات شکل پهلوی خود را تا امروز نیز حفظ کرده‌اند و در گویش بهبهانی کاربرد دارند مانند:
اُ: آب «O»
شُ: شب «Sho»
مِ-خُم: من-خودم «Me»
اَرس (ارشک): اشک چشم «Ars»
عَشَد-اشد: عطسه «Ashad»
کُفَه: سُرفه «koffa»
سی: برای
سیچه: برای چه
بِیوُ-بِرَه:بیا-برو
اوستیسه: از گذشته تا به حال
وال: بگذار
هَنی: هنوز
هِی: مکرر یا دوبار و تکرار شدن یا بازم
بَندیر: منتظر
تَش: آتش
عامهَ یا عمَه-عُمو یا عَمو: عمه-عامو
خُلو-آخُلو (آقا خالو): دائی یا خالو
آله-عاله-خالهَ: خاله
آدِدَه-دِدَه-خهار-همشیره: بزرگ‌ترین خواهر تنی-خواهر
کاکا-ککا-کا-بُرار-بِرار: برادر تنی و…
بی‌بی-بی: اجرنهادن و لقب زنان_مادر_مادربزرگ
بابا-ببا-بَّ‌بَّ-بُ-با-بایی: اجرنهادن و لقب مردان_پدر_پدربزرگ
دُلو-دُولو یا پیرزِه یا بی‌بی: پیرزن
وُری: وارونه
تُ-تِ-تا-خُت: تو-خودت
خوُی-خُش: خودش
وُبی-وُبیده-وُبِن-وُبو: شد-شده-شوند-شود
بٖیدَم-بیدَ-بیدن-بی یا بید-بو: بودم-بودی-بودند-بود-باشد
بَهز یا بَز-بَهزی: به‌از یا بهتر یا به‌ازاین یا بهتر از این
خَی-خَک: خاک
اُمبولا و ازوارته: از دوباره یا از نو
دیا-دیاری: پیدا-پیداست
بَسِکو یا بسکون: باقچه- بسته‌بندی شده
اٖیسَه-اوسَه: حال-گذشته یا الان-بعداً یا این‌زمان-قدیما
ایسنا یا ایسها-اوسنا یا اوسها: جمع زمان حال و گذشته
سو: نژاد، بُنیه «Soo»
بُرگ: ابرو «Borg»
نُفت: بینی «Noft»
کَپ یا دُهون: دهان «Kap»
پوُز: دور دهان «Pooz»
بُت: گِلو
بِت‌اُوٖی (بِت آبی): بَت یا مرغابی-اُردک
مِرزِنگ: مُژِه
کُلیک: انگشت دست و پا
خوشو-خوشا-خوشونا: خودشان
خوتو-خوتا-خوتونا: خودتان
ایشو-اوشو: اینها-آنها
ایشونا-اوشونا: تأکید بر اینکه اینهایی‌که‌اینجاهستند و آنهایی‌که‌آنجاهستند
میٖیَم یا مییَمدی-مٖی یا میتی-مٖییِن یا مییِندی: می‌آیم-می‌آید-می‌آیند
میٖشَم یا میشَمدی-مٖیشو-مٖیشِن یا میشِندی: می‌روم-می‌رود-می‌روند
وُمبَم-وُمبوُ-وُمبِن-وُمبِندی: می‌شوم-می‌شود-می‌شوند-میشوندکه
بِشَم-بِشو-بِشٖی-بِشِن-بِرَه: بروم-برود-بروید-بروند-برو
مُرغَهوا: (مرغ هوا) بادبادک
غَر: گردخاک در هوا «Ghar»
تو: اتاق «Too»
مُطبق-مُتپَخ (اتاق و محل پخت): آشپزخانه
چیٖک-لیٖک: جیغ-صدای گرگ مانند
هِیْگالهَ-قارَه: صدایی‌کاربردی-دادُقال و جار
اِرنَک: ادا و اطوار مسخره
زَهرْاُ-مِثَی (مِثَک)-میز: زهرآب-مَثانه-میزدان یا همان ادرار «Zahro»
زِمٖی جُمبوُنَی: زمین لرزه و زلزله
پیرگ: سبزی پَرپین «Pirg»
کُرّات: تره «Korat»
کِوٖی: کاهو «Kewi»
تُربیزَه: تربچه «Torbiza»
بالنگ-خیار: خیار
خیارسرد: هندوانه
خربیزه: خربزه
بونگو یا بومگو: بادمجان یا بادمگان
اِسُم-مِلِقَه: کفگیر گِرد و مَلاقِه
پُشقاب-دُری: بشقاب
گُولو: گربه «GOOLOO»
کِلو: دیوانه «CeLoo»
نوبا-نووا: نانوا
سولا: سوراخ
امبَک-انبَک: منٓت کش
اُرِوَی: آب رَوَک و جوی آب
بُوکه-کِمونَه: اِکو «Eko»
چاس: ناهار
نُشتا: صبحانه
شوم: شام
خوُ-خوُسیده: خواب-خوابیدن
خَس: استخوان
خِنج-پِنگ-چِنگ: چَنگ‌زدن و خراشیدن
تِنجِ: بوی بد
کُمٖی-کُموُ: شکمو «Komi»
کُم: شکم «kom»
پِرتَک-پِرتَی: پشه کوره
دٖی-دا-ما-ماما-مما-مانی-مامان-نِنَه-دادا-دایَی-دایَک: مادر و مادربزرگ
بُ-بَ‌بَّ-بآبآ-با-بایٖی-بٰابٰا: پدر و پدربزرگ
پُس-پُسَی-کُر: پسر
دُت-دُتَی: دوخت-دختر
زِ-زِن: زن
سُز: سبز «Soz»
سُرخ: قرمز
سِ: سیاه
سِیل-سِی: نگاه
قوُیدَه: قاعده
بارو: باران
بُنگ: صدا، صداکردن
بُهُندَه: پرنده
گُنجیک: گنجشک
لِی‌لَق: لک‌لک
گُنج: زنبور
دُمِن-دومه: پائین
چُر: چرب
چُق: چاق
مِثِ-مِی-مُنٖی-شَگلِه: مثل و مانند
وُبی: شد «Wobi»
مِی: مگر «Mey»
مَلَّه: محله «Malla»
مُل: مال «Mol»
مٖی: مو «Moo»
مِل: موی زائد بدن «Mel»
اَر، اَی: اگر «Ar»
نو، نون: نان «Noon»
پیرسیک: پرستو (pirsik)
اِشتوُ: شتاب(eštow)
دیگ: دیروز(dig)
اِسِدِه: گرفتن-خریدن(essede)
اُر: هوای اَبری (owr)
کاکا-کُکٰا-کا: برادر (kaka)
بُرار: برادر (borar)
پار: سال گذشته (par)
پِریگ: یا پریر (یک روز بیش از روز گذشته)(Prig)
پِسین: بعد از ظهر (Pesin)
دوش: شب، گذشته، دیشب(Dush)
دُول: دَلو(Dul)
سُمب: سُم(Somb)
گَپ: حرف و سخن (Gap)
گُردتُن: (گردی در تَن) کلیه (Gordten)
مَهتَک: مهد، گهواره (Mahtak)
مُروا: (آنچه مرا رواست) فال نیک زدن (Morva)
میرَه: میرک ـ شوهر (Mire)
ایسَ: حالا (isa)، اوسَ: آن زمان
کُروُ: آرنج (koru)
کُلیک: انگشت (kolik)
میلُم: لثه (milom)
تِنگِل: زبان کوچک (tengel)
مُنی: مثلِ، مانندِ (moni)
بَندیر: منتظر (bandir)
تنگاره: تنگ-گاه-راه یا کوچه‌های باریک در بافت قدیم شهر کرنجال: خرچنگ (kerenjal) پِریار: پیارسال یا دوسال پیش (periyar)

## نمونه افعال
در افعال با فارسی معیار چندان تفاوتی ندارد و چند مورد مصدر بومی در این گویش دیده می‌شود:
رُمبِنیدِه: خراب کردن (rombadan)
سیوِنیدِه: آزار دادن (šivenidan)
یِک یا یَک زده: هم زدن (yak)
پِش خرده: پاشیده و ریخته شدن (pesh)
چِروِنیدِه :خراشیده شدن (cerv)
پِشِنگِه وبی: با قطرات مایعی خیس شدن
پِرِسِ یا تِنگیدِه: پریدن (tengidan)
تیر کِردِه: پرتاب کردن (tir)
در این گویش برای رفتن از مصدر شدن استفاده می‌شود:
به خانه می‌روم: میشـَم خونه
برای اطلاعات بیشتر در خصوص صرف افعال. شناسه‌ها و وندها پیوند زیر کلیک کنید.
https://web.archive.org/web/20160305233921/http://eilrg.org/languageprofiles.html
http://www.ensani.ir/archive.aspx?g=2606&type=3&mode=0
http://www.shirazu.ac.ir/index.php?page_id=3162
http://adabemahali.iauyasooj.ac.ir/volume_110776.htm
https://apll.ir/wp-content/uploads/2019/10/Zabanha-va-goyeshha-10.pdf بایگانی‌شده  در ۲۱ ژوئیه ۲۰۲۱ توسط Wayback Machine
https://www.sid.ir/fa/journal/JournalListPaper.aspx?ID=15349

## آواشناسی
از ویژگی‌های دیگر این زبان داشتن ابتدا به ساکن است به گونه‌ای که دو صامت در ابتدای کلمه می‌آیند که صامت نخستین ساکن است و بدون قلب تلفظ می‌شود. بیان سریع نیز در این گویش گاهی دیده می‌شود که موجب تخفیف کلمه می‌شود. مثلا:
مگر: مِی(may)
نیست: نی (ni)
من: مِ(ma)
بکن: بِکوُ (bko)
از: اَ (a)
توی: تِ(te)
اگر: اَی(ay)
می‌کند: میکا
در این گویش آوای (a) عمدتاً به صورت (O) تلفظ می‌شود؛ و آوایی (U) نیز بگونهٔ (I) تبدیل می‌گردد. ترکیب AB نیز به صورت OW بیان می‌گردد.
بازی: BOZI
شب: SHOW
خالی: XOLI
نکته: در این گویش مخرج تولید صامت‌های (ج ج) در تمام بافت‌های آوایی، " دندانی-لثوی "
```
 می‌باشد.
```

برای اطلاعات بیشتر در مورد قواعد این گویش، ساختار جملات این گویش و نحوه صرف افعال می‌توان به کتاب «گویش بهبهانی» نوشته «امین راستی بهبهانی» که اولین کتاب موجود در این زمینه است، رجوع کرد.

### راهنمای آوا نویسی
در این نوشتار از نمادهای زیر برای آوانویسی استفاده شده‌است.
â = تلفظ حرف آ در واژهٔ آبادان
a = تلفظ حرف ا در واژه احمد
ٍe = تلفظ حرف ا در واژه ابراهیم
C = چ
i = تلفظ حروف ای در واژه ایران
š = ش
Q = غ یا ق
O = تلفظ حرف ا در واژهٔ امید
U = تلفظ حرف و در واژهٔ کوچه
X = خ
Ž = ژ

## شعری به گویش بهبهانی
(بخشی از دو بیتی‌های استاد تقی آصفی)
| غم یارن که مِی دیوونه کرده  |  | اَ دین و مذهبِی بیگونه کرده    |
| مبینه‌ای که جا و منزلیم نی  |  | غم عشقن که مِی بی خونه کرده   |
| شکسته اَ غمت بال و پر مَه    |  | اَ داغت خرد و خَسّه پیکر مَه     |
| نوِیساده دلم میخواس بزودی   |  | ته انگشتت بشو انگشتر مَه      |
| ول و ویلون اَ ته صحرا مگردم |  | ا دنبال گل نعنا مگردم        |
| ا روزی که ته رته ا ای شهر  |  | من بی خانمون تینا مگردم      |
| ته صحرا و چمن جای تو خولی  |  | اته دشت و دمن جای تو خولی    |
| کنار جو لب چشمه ا ته باغ   |  | ولی شمس و چمن جای تو خولی    |
| چقد عاشق کشی برق نگاهت     |  | مثال بارفتن اندوم ماهت       |
| دو چشمونم وبیده پاک کم سو  |  | ا بس کی بیدیم مه چشم به راهت |
| بهار زندگی مردُم اَسی تو     |  | گلی بیدم که پژمردم اَسی تو    |

شعری از استاد عباس سلطانی:
آمده حیف که دیرت که
آمده حیف که دیرت که و
سختم بی تو
می پرخشکِ دم لخچه اوختم
بی تو
لو، مبادا بخنه، بسم و دختم بی تو
اَ همه غیر خیال تو، گرُختم بی
تو
بُر نمی که دگه چشمام که سیلت بکنم
یا بگه، حال خشی مونده که
میل ت بکنم
به خیالت که خیالت اَ خیالم
می شو؟
گلِ بی مثل جمالت، اَ خیالم
می شو؟
ری مونی اِینه زلالت اَ خیالم
می شو
زلفِ شورنگِ شلالت اَ خیالم
می شو
دل تو کافرِگبری و جفا پیشهٔ رن
دل تو، آهِن و سنگی، دل ما
شیشهٔ رن
آمده، حیف باهاری که باهاری بونی
کاروباری که سرِقول و قراری
بونی
ته رفیقا، دلِ صافی که بکاری
بونی
حال و بالی، که بگم خوب و
تیاری بونی
نیمده، موسم گلگشت و جوونیم سِررَه
دلِ سیوسه اَدسِ تو، اَدسم
دِر رَه
توسفر رهته و غربت تِه دل ما
جاکه
غمتِ ی ملّه و تنگارهٔ دل
پاسا که
تانگه، درس زمونهٔ کُرکو اسا
که
ته کُتوخونهٔ عشقت دلمم
مُلاکه
گلکو، یادِ کلو بسهٔ زنجیریت نی
غمِ دنیا، سریهٔ قدِ غم دیریت نی
آمده حیف که دیرت که، دلم
سیوسه
بلگِ. مشمیکِ دل آبودی ما
ریتسه
بِرنکرده، جومن مرحمتیت
پیسسه
کار و بار مه و دِنیا اَ ته یهٔ
پیتسه
آمده سیل سروریشِ سفیدم
بکنه؟
آمده پرسِ خشی حالِ نبیدم
بکنه؟
ای. خدا، بارِسفر بسه نخوبن
بخدا
حال و بالِ دلِ اشکسه نخوبن
بخدا
غربت او که ته تو شسه نخوبن
بخدا
چشم اره شسه دلِ خسه نخو
بن بخدا
شسه بیدم که بیه رخت دلم نو بکنه
پرس حالِ دل اشکسه تو هر رو
بکنه
نه امیدی اَ صبا هه که صبابهز
یه بو
اُورِ غم وا بروچی، او و هوا بهزِ
یه بو
اونه‌ها بهزِیه‌ها بو و یه‌ها بهزِ
یه بو
نه سه ما، ما خو گذشتیم سه شما، بهزیه بو
سال ادبار پلشتی که ته سالا
گُمُ بو
نوم نحسِ ی اَ ته سالا کمُ بو
جنمُ بو